# Thamnochortus pulcher
Thamnochortus pulcher är en gräsväxtart som beskrevs av Neville Stuart Pillans. Thamnochortus pulcher ingår i släktet Thamnochortus och familjen Restionaceae. Inga underarter finns listade i Catalogue of Life.